# Чэмпион, Джордж
Джордж Чарлз Чэмпион (англ. George Charles Champion; 29 апреля 1851 — 8 августа 1927) — английский энтомолог. Член Королевского энтомологического общества Лондона (1871).
Коллекция жуков Чэмпиона, включающая более 150 000 экземпляров и огромное  количество видов, находится в Музее естествознания в Лондоне.  Его образцы можно найти в других крупных коллекциях, в частности, в Музее естественной истории Оксфордского университета в отделе энтомологии Хоупа.
Имя учёного упоминается в научном названии вида панамских змей, Geophis championi, 1894.

## Биография
С 1883 года состоял заведующим известных коллекций центрально-американских животных Гудмана и Содвина в Лондоне, путешествовал в Гватемале (1879—1881), Панаме (1881—1883), в Испании и других странах. Чэмпион исследовал главным образом жуков Центральной Америки и для капитального фаунистического сочинения «Godman and Salvin, Biologia Centrtali-Americana» обработал следующие группы: «Heteromera» (2 т., 1884—1893); «Cassididae» (1893—1894); «Elateridae, Dascillidae» (1894—1897); «Curculionidae» (начало 1902 г.). Кроме этого, Чэмпион для того же сочинения написал второй том «Rhynchota-Heteroptera» (1897—1901).